# Johannes von Rudloff

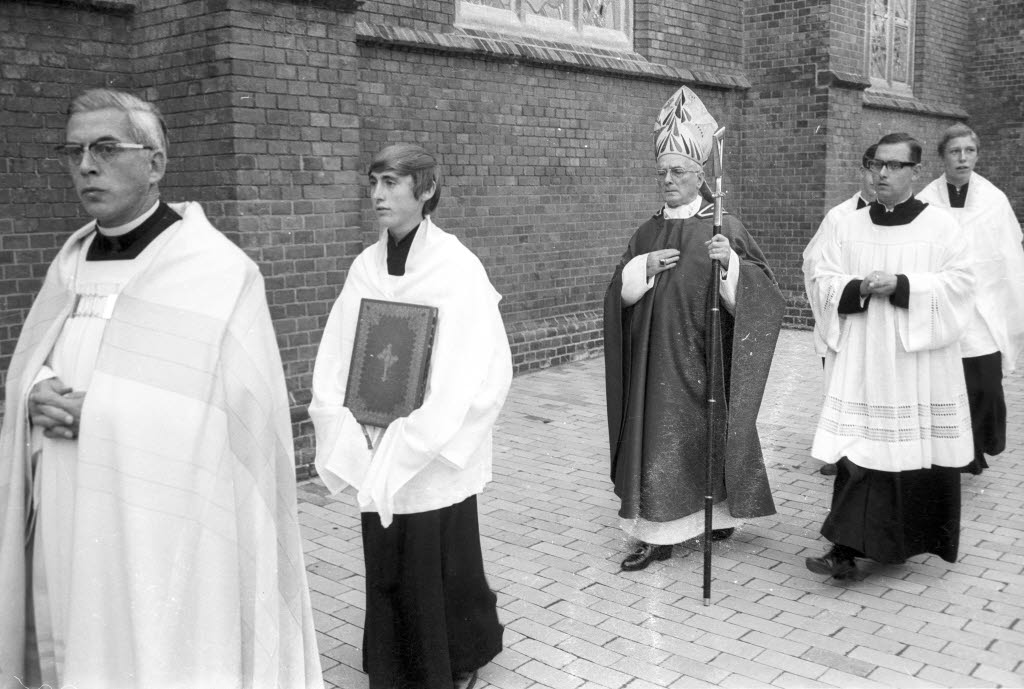
Johannes von Rudloff (1969)

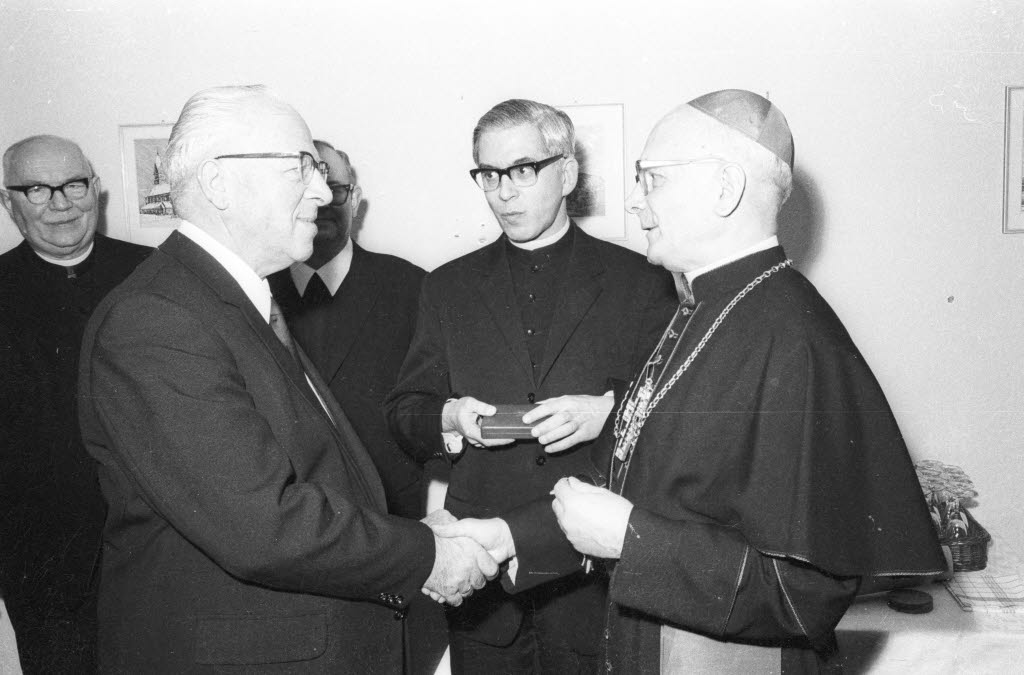
Johannes von Rudloff (rechts, 1967 in Kiel)

Johannes von Rudloff (mit vollem Namen: Johannes Albert von Rudloff, * 24. Januar 1897 in Wetzlar; † 29. Juni 1978 in Hamburg) war römisch-katholischer Weihbischof in Osnabrück und Bischofsvikar in Hamburg.

## Leben
Johannes von Rudloff besuchte das Gymnasium Paulinum in Münster und legte dort 1914 seine Abiturprüfung ab. Zu Beginn des Ersten Weltkrieges meldete er sich als Freiwilliger zum Infanterie-Regiment „Herwarth von Bittenfeld“ (1. Westfälisches) Nr. 13. Bis 1918 kämpfte er an der Westfront, unter anderem am Chemin des Dames und in der Schlacht um Verdun, zuletzt als Leutnant.
Nach dem Kriegsende studierte er bis 1923 Theologie in Innsbruck und empfing am 16. März 1924 in Osnabrück die Priesterweihe. Er war bis 1926 Kaplan in Lübeck, danach wechselte er nach Hamburg und war dort bis 1934 Rektor am Marienkrankenhaus in Hamburg. 1934 übernahm er die Pfarrei St. Antonius in Hamburg-Winterhude.

### Der „Norddeutsche Weihbischof“
Am 8. April 1950 wurde er zum Titularbischof von Busiris und zum Weihbischof in Osnabrück ernannt. Die Bischofsweihe spendete ihm Bischof Hermann Wilhelm Berning am 24. Juni 1950 in Osnabrück; Mitkonsekratoren waren Michael Keller, Bischof von Münster, und Johannes Bydolek, Weihbischof im Bistum Hildesheim. Von 1955 bis 1957 leitete er nach dem Tode Bischof Bernings als Kapitularvikar das Bistum Osnabrück. Im Rahmen der Reorganisation des Bistums, zu dem auch Hamburg und Schleswig-Holstein gehörte, nahm Rudloff seinen Amtssitz in Hamburg. Von dort unterstützte er die Seelsorge in der Diaspora und widmete sich der Flüchtlingsbetreuung im norddeutschen Raum. Nach dem 2. Vatikanischen Konzil, an dem er als Konzilsvater teilgenommen hatte, setzte er sich für die Umsetzung der Konzilsbeschlüsse ein. Dem norddeutschen Weihbischof lag besonders daran, die Kirche, gerade in der Diaspora, zu öffnen und die Evangelisierung voranzutreiben. Zur Umsetzung dieser Ziele gehörte auch die am 1. September 1973 eröffnete Katholische Akademie in Hamburg-Neustadt. Anlässlich des 1100. Gedenktages des Hl. Ansgar initiierte er 1965 einen Nordischen Katholikentag. 1967 wurde Johannes von Rudloff zum Bischofsvikar des Bistums Osnabrück in Hamburg ernannt. Von 1975 bis zu seinem Tod war er emeritierter Weihbischof in Osnabrück.

### Förderung des Kirchbaus nach dem Zweiten Weltkrieg

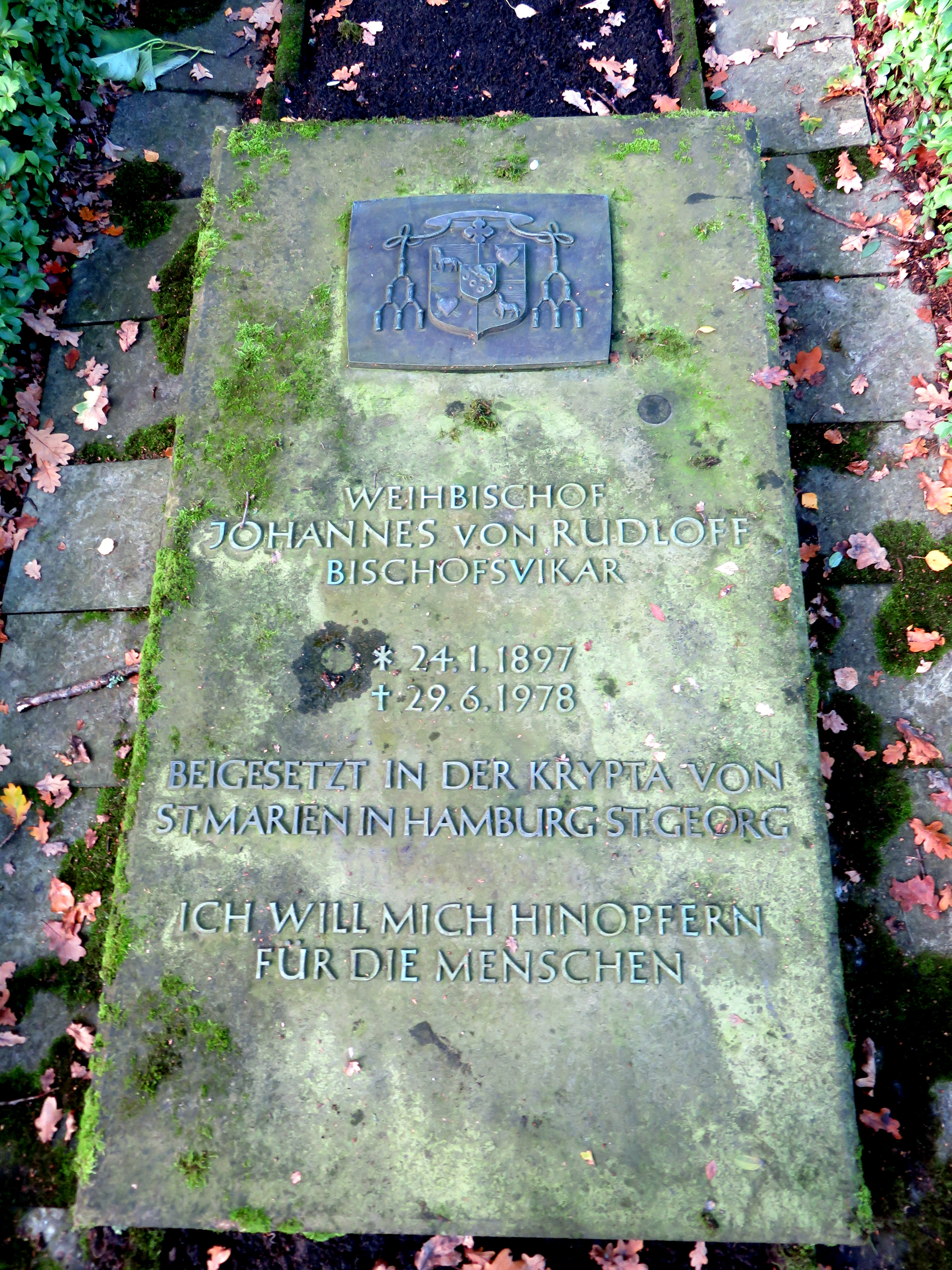
Gedenkplatte für Johannes von Rudloff auf dem Friedhof Ohlsdorf

Bischof Johannes von Rudloff hatte sich den kirchlichen Aufbau in der norddeutschen Diaspora nach dem Zweiten Weltkrieg als höchste Aufgabe gestellt. Deshalb förderte er die Gründung neuer Kirchengemeinden und den Bau von Kirchen, Kapellen und Klöstern. Aufgrund seiner Aktivität galt er als „heimlicher Bischof von Hamburg“. Nachfolgend einige der von ihm geförderten und konsekrierten Kirchen und Einrichtungen:
- 15. Juni 1952: Herz-Jesu-Gemeinde in Reinbek[8]
- 1. Oktober 1953: Katholische Kirchengemeinde St. Konrad in Nortorf[9]
- 10. Juli 1955: Katholische Kirchengemeinde St. Ansgar – Kleiner Michel in Hamburg[10]
- 15. August 1955: Liebfrauenkirche in Lübeck
- 11. Dezember 1955: Katholische Pfarrei St. Joseph Hamburg-Altona[11]
- 4. Juni 1956: Katholische Kirchengemeinde St. Wilhelm in Hamburg-Bramfeld
- 10. Juni 1956: Katholisches Kinderkrankenhaus Wilhelmstift in Hamburg[12]
- 14. August 1956: Katholische Kirchengemeinde Halstenbek (Hamburg)[13]
- 8. September 1957: Jugendbildungszentrum für das Bistum Osnabrück – Haus Maria Frieden in Wallenhorst/Rulle[14]
- 4. November 1957: Katholische Kirchengemeinde St. Christophorus in Westerland auf Sylt[15]
- 16. März 1958: Katholische Kirchengemeinde Heilig Kreuz in Mölln[16]
- 26. Mai 1960: Kirchengemeinde St. Bartholomäus in Neumünster
- 29. Oktober 1960: Katholische Pfarrgemeinde St. Raphael in Bremen[17]
- 23. Mai 1963: Pfarrgemeinde St. Georg in Lübeck[18]
- 16. Juni 1965: Katholische Kirchengemeinde Heilig Kreuz Hamburg-Volksdorf[19]
- 9. März 1966: Katholische Schule Eberhofweg, heute Katharina-von-Siena-Schule in Hamburg (Langenhorn)[20]
- 25. Februar 1968: Kapelle im Katholischen Seemannsheim Stella Maris in Hamburg, Reimarusstraße[21]

1962 wurde er von Kardinal-Großmeister Eugène Tisserant zum Großoffizier des Ritterordens vom Heiligen Grab zu Jerusalem ernannt und am 4. Mai 1963 im Konstanzer Münster durch Erzbischof Lorenz Jaeger, Großprior des Ordens, investiert.
Johannes von Rudloff starb am 29. Juni 1978 in Hamburg. Sein Grab befindet sich in der Krypta des heutigen St. Marien-Doms in Hamburg.
 Sein Nachlass befindet sich im Diözesanarchiv Hamburg. Auf dem Hamburger Friedhof Ohlsdorf liegt im Planquadrat Bm 70 (südlich Kapelle 13) vor der zentralen Kruzifix-Stele eine Gedenkplatte für Johannes von Rudloff mit Relief des Bildhauers Egino Weinert.

## Familie
Sein Bruder war der Benediktinerabt Leo von Rudloff.